# 九州リースサービス
株式会社九州リースサービス（きゅうしゅうリースサービス、英: KYUSHU LEASING SERVICE CO., LTD.）は、福岡県福岡市博多区に本社を置く総合リース会社。東京証券取引所スタンダード市場及び福岡証券取引所に上場している（証券コードは8596）。

## 概要
九州トップの地場リース会社でリース事業のほか、融資事業、不動産事業、フィービジネス事業なども行っている。元は福岡相互銀行（現・西日本シティ銀行）と日本リース（後の日本アセットマネジメント、2010年4月清算）によって設立された会社だが、現在の筆頭株主は福岡地所となっている。

## 沿革
- 1974年11月1日 - 株式会社福岡相互銀行（現・株式会社西日本シティ銀行）と株式会社日本リース（後の日本アセットマネジメント株式会社）の業務提携により「ユニオンリース株式会社」として設立。
- 1980年10月 - 「株式会社九州リースサービス」に商号を変更。
- 1988年11月 - 福岡証券取引所に株式を上場。
- 1999年8月 - 株式会社ケイ・エル・アイを設立。（現連結子会社）
- 2002年6月 - 自動車リースの紹介業務を本格的に開始。
- 2002年7月 - 生命保険の募集業務を開始。
- 2003年10月 - 不動産関連サービス業務を開始。
- 2005年11月 - 株式会社ＫＬ合人社を設立。（現連結子会社）
- 2006年4月 - 損害保険の募集業務を開始。
- 2016年11月 - 東京証券取引所第二部に上場。
- 2017年4月 - キューディーアセット株式会社へ出資、子会社化（現連結子会社）
- 2017年12月 - 東京証券取引所第一部に指定替え。
- 2018年1月 - 株式会社ケイエルエス信用保証を設立。（現連結子会社）

## 事業所
- 本社（福岡県福岡市博多区）
- 東京支店（東京都中央区）
- 北九州支店（福岡県北九州市小倉北区）
- 久留米支店（福岡県久留米市）
- 熊本支店（熊本県熊本市中央区）
- 大分支店（大分県大分市）
- 長崎支店（長崎県長崎市）

## 関連会社
- 株式会社ケイ・エル・アイ
- 株式会社ＫＬ合人社
- キューディーアセット株式会社
- 株式会社ケイエルエス信用保証